# NGC 4588
NGC 4588 est une galaxie spirale située dans la constellation de la Vierge. Sa vitesse par rapport au fond diffus cosmologique est de 5 941 ± 23 km/s, ce qui correspond à une distance de Hubble de 87,6 ± 6,1 Mpc (∼286 millions d'al). Cette galaxie a été découverte par l'astronome germano-britannique William Herschel en 1784.
À ce jour, huit mesures non basées sur le décalage vers le rouge (redshift) donnent une distance de 72,562 ± 5,653 Mpc (∼237 millions d'al), ce qui légèrment est à l'extérieur des valeurs de la distance de Hubble. Notons cependant que c'est avec la valeur moyenne des mesures indépendantes, lorsqu'elles existent, que la base de données NASA/IPAC calcule le diamètre d'une galaxie et qu'en conséquence le diamètre de NGC 4588 pourrait être d'environ 35,7 kpc (∼116 000 al) si on utilisait la distance de Hubble pour le calculer.
La désignation VCC 1772 indique que NGC 4558 fait partie de l'amas de la Vierge. Il s'agit d'une erreur, car les galaxies les plus lointaines de cet amas sont celles du groupe de NGC 4235, qui sont à une distance moyenne de 110 millions d'années-lumière.